# Jan Abrahamsz. Beerstraaten
Jan Abrahamsz. Beerstraaten (ur. 1622 w Amsterdamie, zm. 1666 tamże) – holenderski malarz i rysownik okresu baroku.

## Życiorys
Jego nauczycielem mógł być Claes Claesz Wou. Malował głównie topograficzne, zimowe widoki Amsterdamu oraz innych miast holenderskich, wyimaginowane południowe porty oraz bitwy morskie. Do najpopularniejszych należały jego weduty m.in.: Ruiny starego ratusza w Amsterdamie po pożarze w 1652 roku (1653) czy Widok Oude Kerk zimą (1659). Pod wpływem italianistów Berchema i Weenixa stworzył Fantastyczny widok portu z fasadą S. Maria Maggione w Rzymie (1662, Paryż).
Jego synem był malarz Abraham Beerstraaten, który w swojej sztuce naśladował styl ojca.